# Les Roses de Guernesey
 (juillet 2017).
Si vous disposez d'ouvrages ou d'articles de référence ou si vous connaissez des sites web de qualité traitant du thème abordé ici, merci de compléter l'article en donnant les références utiles à sa vérifiabilité et en les liant à la section « Notes et références ».
Les Roses de Guernesey est un roman de Charlotte Link publié en 2004.

## Résumé
En 1999 à Guernesey, Béa, 70 ans, vit avec Hélène, Allemande, 80 ans. Alan, 41 ans, avocat à Londres, secourt Franca, Allemande, 34 ans, en panique sur l'île et la loge chez sa mère, Béa. Franca s'intéresse à Erich, SS, ex d'Hélène, mort en 1945, qui occupait la maison de Béa dont les parents avaient été évacués. Erich a fait entretenir les roses par Julien et Pierre, prisonniers français. Kevin, 38 ans, emprunte souvent à Hélène pour acheter des serres. En 2001 le mari de Franca la trompe et elle revient chez Béa. Hélène révèle à Franca qu'Alan est le fils de Julien. Hélène est tuée. Julien revient. Alan et Franca découvrent qu'il vend des bateaux volés avec Kévin et que c'est un complice qui a tué Hélène. Béa laisse filer Julien. Kévin est tué en sauvant Alan et les autres sont arrêtés.